# シーズ
シーズ、正式名：特定非営利活動法人シーズ・市民活動を支える制度をつくる会は、日本のNPOの一つ。中間支援組織と呼ばれるNPOを支援するNPO。2008年4月28日に法人格を取得している。
前身となる'シーズ＝市民活動を支える制度をつくる会は、1994年11月5日、以下の3つの制度を実現するという目標を掲げて、24の市民団体により設立された。 
- 法人制度：市民団体が簡易に法人格を取得できる制度（特定非営利活動促進法）の創設
- 優遇税制：市民活動に対する寄付金への減税などのNPO税制の整備
- 情報公開：誰でもが簡単に市民活動の情報にアクセスできるNPO情報公開制度の創設

最近の公益法人改革の動きに対しては、シンポジウム、学習会などを開催し、積極的な発言を続けてきた。
2021年11月5日に解散。

## 所在地
東京都千代田区三番町24-25三番町TYプラザ３Ｆ（所轄庁：東京都）

## 役員
- 代表理事:林泰義
- 副代表理事:松原明
- 常務理事・事務局長:池本桂子